# Lac Tōfutsu
Le lac Tōfutsu (濤沸湖, Tōfutsu-ko) est un lac situé à Abashiri et Koshimizu sur l'île d'Hokkaidō au Japon.

## Écologie
Le lac Tōfutsu, séparé de la Mer d'Okhotsk par des dunes de sable, est une sorte de lagon d'eau salée dans lequel pousse une plante halophile : la salicorne. C'est aussi un refuge hivernal pour de nombreuses espèces d'oiseaux, notamment pour des dizaines de millers de canards et d'oies.
Une partie du lac a été désignée site Ramsar en 2005.